# Codalet
Codalet (katalanisch gleichlautend) ist eine französische Gemeinde mit 353 Einwohnern (Stand 1. Januar 2022) im Département Pyrénées-Orientales in der Region Okzitanien. Sie gehört zum Arrondissement Prades und zum Kanton Les Pyrénées catalanes.

## Nachbargemeinden
Nachbargemeinden von Codalet  sind Prades im Osten, Taurinya im Süden und Ria-Sirach im Westen.

## Bevölkerungsentwicklung
| Jahr      | 1962 | 1968 | 1975 | 1982 | 1990 | 1999 | 2017 |
| Einwohner | 296  | 252  | 316  | 311  | 329  | 359  | 386  |

## Sehenswürdigkeiten
- Abbaye Saint-Michel-de-Cuxa
- Kirche Saint-Felix